# Morti nel 695
| Questa pagina contiene informazioni ricavate automaticamente dalle voci biografiche con l'ausilio del template Bio e di un bot. L'aggiornamento è periodico e automatico e ricostruisce completamente la pagina. Se manca una persona in questa lista, sei pregato di non aggiungerla, ma accertati piuttosto che la sua voce biografica contenga il template Bio e che i dati anagrafici siano correttamente compilati. Se il template Bio manca, inseriscilo tu stesso o, in alternativa, metti l'avviso {{tmp\|Bio}} che ne segnala la mancanza. Se i dati riportati sono sbagliati, correggi direttamente la voce biografica; le modifiche saranno visibili in questa lista entro pochi giorni. Per chiarimenti vedi il progetto biografie. La lista contiene solo le 7 persone che sono citate nell'enciclopedia e per le quali è stato implementato correttamente il template Bio. Pagina aggiornata al 13 gen 2025. |

- 9 febbraio - Ansberto di Rouen, vescovo, abate e santo francese (n. 629)
- Angadrisma, badessa francese (n. 630)
- Clodoveo IV, re franco
- Crodoberto I di Tours, vescovo franco
- Domne Eafe, badessa e santa inglese
- Etelburga di Barking, monaca cristiana e santa inglese
- Valerio del Bierzo, scrittore spagnolo (n. 630)